# Магнус Свенссон (хокеїст)
Магнус Свенссон (швед. Magnus Svensson, нар. 1 березня 1963, Транос) — шведський хокеїст, що грав на позиції захисника. Грав за збірну команду Швеції. Брав участь у зимових Олімпійських іграх у 1994 році в Ліллегаммері, де й став олімпійським чемпіоном.

## Ігрова кар'єра
Професійну хокейну кар'єру розпочав 1983 року.
1987 року був обраний на драфті НХЛ під 250-м загальним номером командою «Калгарі Флеймс».
Протягом професійної клубної ігрової кар'єри, що тривала 20 років, захищав кольори команд «Лександ», «Лугано», «Флорида Пантерс», «Давос» та «Рапперсвіль-Йона Лейкерс».
Загалом провів 46 матчів у НХЛ.
Виступав за збірну Швеції, у складі якої, зокрема, став олімпійським чемпіоном 1994. Того ж року брав участь у чемпіонаті світу, де, попри своє амплуа захисника, закинув 8 шайб у 8 іграх і став таким чином найкращим бомбардиром турніру.